# Snop

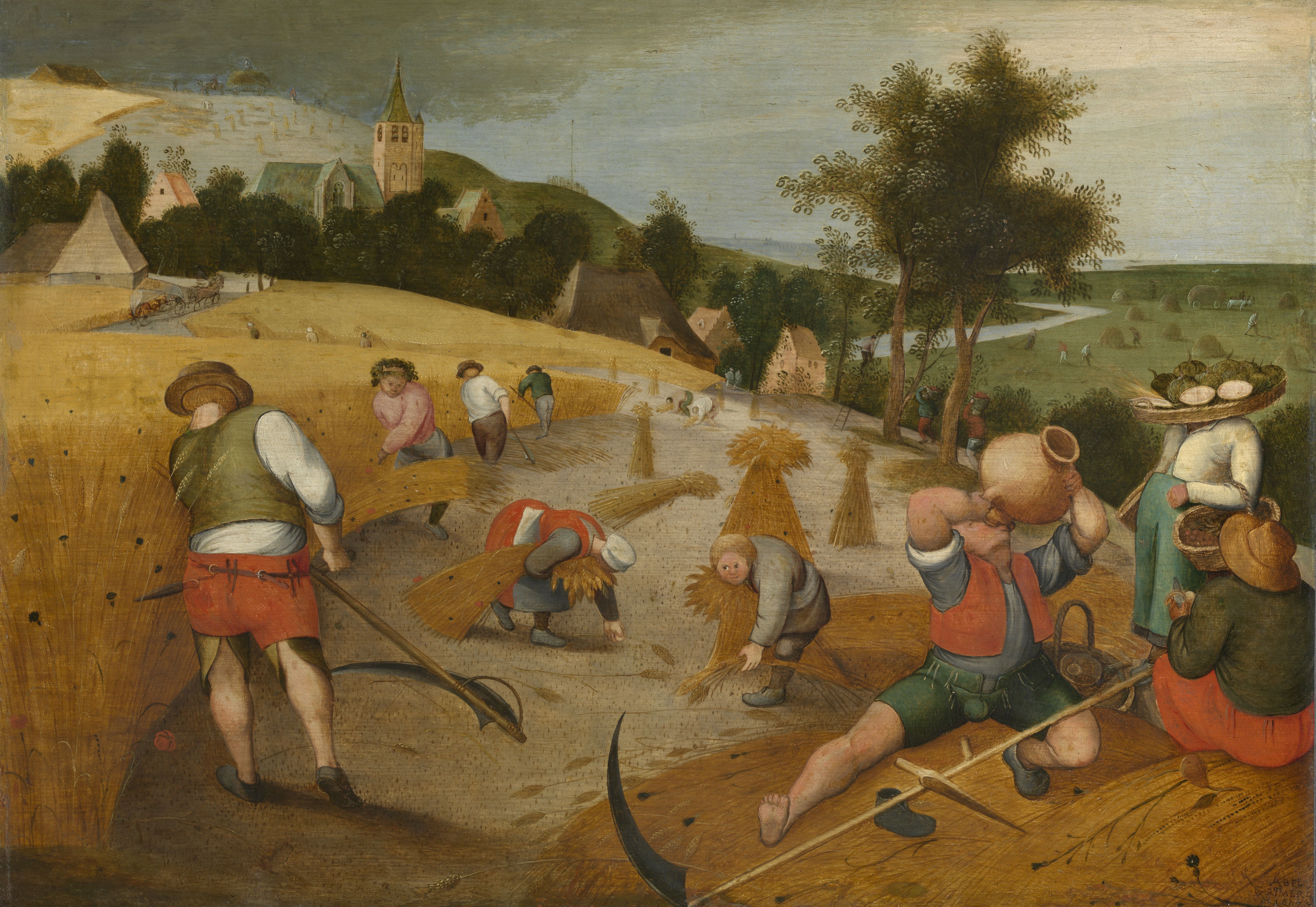
Sklizeň na obraze Abela Grimmera (1607)

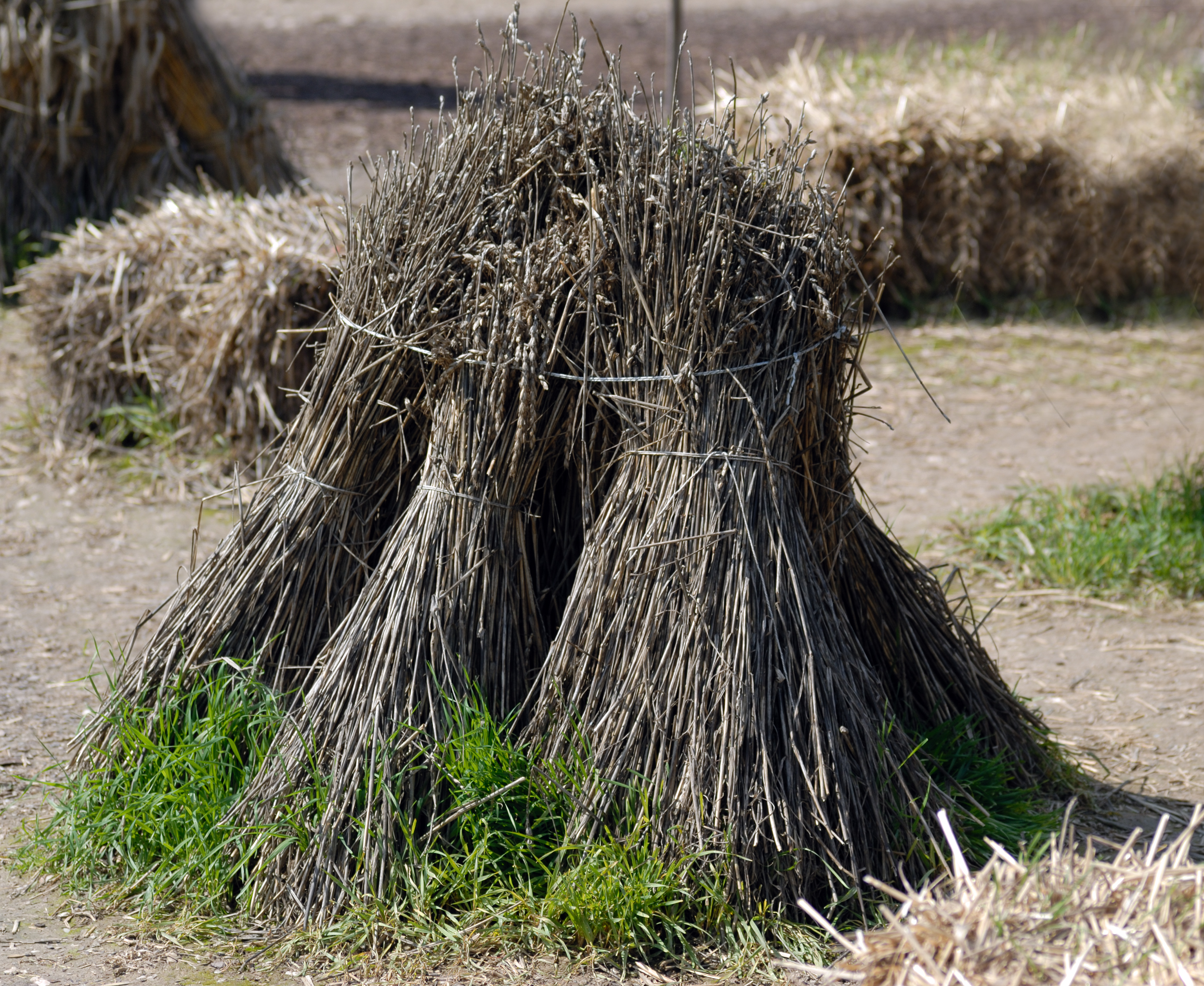
Panák ze snopů špaldy

Snop (zdrobněle snopek, snůpek, snopeček i snopec) je svazek obilí. Vznikal svázáním přiměřeného množství posečeného obilí při sklizni – při žních.
Za sekáčem postupovla obvykle žena, která vázala obilí do snopu. „Těžká práce bylo odbírání obilí za sekáčem. Práci tu konala vždy tam, kde byly dvě služky, vždy ta mladší z nich, která neuměla ještě roubíkem snopy do povřisel vázat a také síla k tomu jí scházela. Jinde odbírala sekáči jeho žena. Odběračka musela dělat stejně velké hrstě, aby 3 hrstě daly snop, a tyto hrstě do řady rovnat a roztahovat, aby vysychaly.“
Původně se vázalo povříslem, později konopným provázkem. Sisalový provázek byl používán především při mechanizované sklizni samovazem – žacím hrsťovacím strojem na obilí s mechanickým vazačem snopů. Samovaz obilí posekal a svázal do snopů, které odhazoval na zem. Užívaly se také provázky se špalíčkem, resp. kolíkem na utahování (tzv. roub; místně roubík, knytl, knebel aj.).
Na poli bylo sestaveno devět snopů do tzv. panáků nebo patnáct snopů do tzv. mandelů (stará jednotka mandel = 15 kusů). V mandeli bylo devět snopů postavených svisle klasy nahoru a na ně bylo položeno na sebe šest (3 + 2 + 1) snopů naležato, aby do mandele nezatékala dešťová voda. Zrno tak bylo částečně chráněno před povětrnostními vlivy a škůdci. Současně se tak snopy dosoušely a obilí mohlo před odvozem do stodol k výmlatu vyzrát.
Svoz snopů obilí se původně prováděl ve volném čase hospodáře[zdroj?] a povozu, až po posečení celé úrody obilí. Sváželo se do stodol. Ruční mlácení cepem (oddělování zrna od klasů) probíhalo až v zimě nebo případně za nepříznivého počasí. Mlácení cepy probíhalo na mlatě. Od začátku 20. století se však stále častěji používal strojní výmlat. Vznikaly hospodářské spolky drobných zemědělců, které si pořídily společnou mlátičku, která putovala postupně po jednotlivých členech spolku. Po nástupu velkých mlátiček, za kolektivního hospodaření, se obilí sváželo přímo k mlátičce. Tento postup sklizně byl označován jako trojfázová sklizeň.
Po nástupu obilních kombajnů byl popsaný postup sklizně opuštěn kvůli časové náročnosti a vysoké pracnosti. V období přechodu na sklizeň kombajny byly přechodně používány řádkovače, které nevázaly snopy a ukládaly posečené obilí do řádků na zem, odkud je kombajn s namontovaným sběracím zařízením zvedl a vymlátil. Obilí na zemi mohlo doschnout, nehrozilo polehání a vydrolení stojícího klasu. Tento postup sklizně byl označován jako dvoufázová sklizeň.
Dnes se tyto technologie nepoužívají. Ke sklizni obilí se používají výhradně obilní kombajny, které v jedné fázi obilí posečou a vymlátí. Z pole je samostatně odváženo vymlácené zrno, případně i sláma. Ta se váže do balíků, dříve hranolového tvaru, později do velkých balíků válcového tvaru. Za kombajny zůstávají na poli k zaorání plevy, případně rozsekaná sláma. Tento postup sklizně byl označován jako jednofázová sklizeň.
Původní ruční způsob sklizně, tzn. sečení kosou a vázání obilí do snopů, se používá tehdy, pokud důležitějším produktem než zrno je sláma a je třeba zachovat stébla nepoškozená – například k výrobě slaměných vánočních ozdob.

## Snop ve znaku obcí v České republice
V České republice má řada obcí snop v obecním znaku. Jsou jimi například:
- Bařice
- Chvalíkovice
- Jarohněvice
- Kozárov
- Kvítkovice
- Lenešice
- Němčice
- Nimpšov
- Olšovec
- Roudnice
- Sušice
- Svatoňovice
- Synkov-Slemeno
- Úlibice
- Velké Těšany
- Víchová nad Jizerou
- Zámrsk

a další.